# Кошарське
Кошарське — селище в Україні, у Конотопському районі Сумської області. Населення становить 108 осіб. Орган місцевого самоврядування — Дяківська сільська рада.

## Географія
Селище Кошарське розташоване на правому березі річки Вижлиця, вище за течією на відстані 2.5 км розташоване село Червоне, нижче за течією примикає село Гатка.
Річка у цьому місці пересихає, на ній зроблена загата.
За 2 км пролягає залізниця, станція Кошари.

## Історія
- Село постраждало внаслідок геноциду українського народу, проведеного урядом СССР 1932–1933 та 1946–1947 роках.[джерело?]
- 12 червня 2020 року, відповідно до розпорядження Кабінету Міністрів України № 723-р «Про визначення адміністративних центрів та затвердження територій територіальних громад Сумської області», селище увійшло до складу Буринської міської громади[1].
- 19 липня 2020 року, в результаті адміністративно-територіальної реформи та ліквідації Буринського району, увійшло до складу новоутвореного Конотопського району[2].